# Moldavisch handbalteam junioren (vrouwen)
Het Moldavisch handbalteam junioren is het nationale onder-19 en onder-20 handbalteam van Moldavië. Het team vertegenwoordigt het Federatia Moldoveneasca de handbalul in internationale handbalwedstrijden voor vrouwen.

## Resultaten

### Wereldkampioenschap handbal onder 20
| Wereldkampioenschap handbal onder 20 | Wereldkampioenschap handbal onder 20                  | Wereldkampioenschap handbal onder 20                  | Wereldkampioenschap handbal onder 20                  | Wereldkampioenschap handbal onder 20                  | Wereldkampioenschap handbal onder 20                  | Wereldkampioenschap handbal onder 20                  | Wereldkampioenschap handbal onder 20                  | Wereldkampioenschap handbal onder 20                  |
| Jaar                                 | Resultaat                                             | Wed                                                   | W                                                     | G                                                     | V                                                     | DV                                                    | DT                                                    | DS                                                    |
| ------------------------------------ | ----------------------------------------------------- | ----------------------------------------------------- | ----------------------------------------------------- | ----------------------------------------------------- | ----------------------------------------------------- | ----------------------------------------------------- | ----------------------------------------------------- | ----------------------------------------------------- |
| 1977                                 | Deel van Sovjet-Unie                                  | Deel van Sovjet-Unie                                  | Deel van Sovjet-Unie                                  | Deel van Sovjet-Unie                                  | Deel van Sovjet-Unie                                  | Deel van Sovjet-Unie                                  | Deel van Sovjet-Unie                                  | Deel van Sovjet-Unie                                  |
| 1979                                 | Deel van Sovjet-Unie                                  | Deel van Sovjet-Unie                                  | Deel van Sovjet-Unie                                  | Deel van Sovjet-Unie                                  | Deel van Sovjet-Unie                                  | Deel van Sovjet-Unie                                  | Deel van Sovjet-Unie                                  | Deel van Sovjet-Unie                                  |
| 1981                                 | Deel van Sovjet-Unie                                  | Deel van Sovjet-Unie                                  | Deel van Sovjet-Unie                                  | Deel van Sovjet-Unie                                  | Deel van Sovjet-Unie                                  | Deel van Sovjet-Unie                                  | Deel van Sovjet-Unie                                  | Deel van Sovjet-Unie                                  |
| 1983                                 | Deel van Sovjet-Unie                                  | Deel van Sovjet-Unie                                  | Deel van Sovjet-Unie                                  | Deel van Sovjet-Unie                                  | Deel van Sovjet-Unie                                  | Deel van Sovjet-Unie                                  | Deel van Sovjet-Unie                                  | Deel van Sovjet-Unie                                  |
| 1985                                 | Deel van Sovjet-Unie                                  | Deel van Sovjet-Unie                                  | Deel van Sovjet-Unie                                  | Deel van Sovjet-Unie                                  | Deel van Sovjet-Unie                                  | Deel van Sovjet-Unie                                  | Deel van Sovjet-Unie                                  | Deel van Sovjet-Unie                                  |
| 1987                                 | Deel van Sovjet-Unie                                  | Deel van Sovjet-Unie                                  | Deel van Sovjet-Unie                                  | Deel van Sovjet-Unie                                  | Deel van Sovjet-Unie                                  | Deel van Sovjet-Unie                                  | Deel van Sovjet-Unie                                  | Deel van Sovjet-Unie                                  |
| 1989                                 | Deel van Sovjet-Unie                                  | Deel van Sovjet-Unie                                  | Deel van Sovjet-Unie                                  | Deel van Sovjet-Unie                                  | Deel van Sovjet-Unie                                  | Deel van Sovjet-Unie                                  | Deel van Sovjet-Unie                                  | Deel van Sovjet-Unie                                  |
| 1991                                 | Deel van Sovjet-Unie                                  | Deel van Sovjet-Unie                                  | Deel van Sovjet-Unie                                  | Deel van Sovjet-Unie                                  | Deel van Sovjet-Unie                                  | Deel van Sovjet-Unie                                  | Deel van Sovjet-Unie                                  | Deel van Sovjet-Unie                                  |
| 1993                                 | Niet deelgenomen aan kwalificatie/niet gekwalificeerd | Niet deelgenomen aan kwalificatie/niet gekwalificeerd | Niet deelgenomen aan kwalificatie/niet gekwalificeerd | Niet deelgenomen aan kwalificatie/niet gekwalificeerd | Niet deelgenomen aan kwalificatie/niet gekwalificeerd | Niet deelgenomen aan kwalificatie/niet gekwalificeerd | Niet deelgenomen aan kwalificatie/niet gekwalificeerd | Niet deelgenomen aan kwalificatie/niet gekwalificeerd |
| 1995                                 | Niet deelgenomen aan kwalificatie                     | Niet deelgenomen aan kwalificatie                     | Niet deelgenomen aan kwalificatie                     | Niet deelgenomen aan kwalificatie                     | Niet deelgenomen aan kwalificatie                     | Niet deelgenomen aan kwalificatie                     | Niet deelgenomen aan kwalificatie                     | Niet deelgenomen aan kwalificatie                     |
| 1997                                 | Niet deelgenomen aan kwalificatie                     | Niet deelgenomen aan kwalificatie                     | Niet deelgenomen aan kwalificatie                     | Niet deelgenomen aan kwalificatie                     | Niet deelgenomen aan kwalificatie                     | Niet deelgenomen aan kwalificatie                     | Niet deelgenomen aan kwalificatie                     | Niet deelgenomen aan kwalificatie                     |
| 1999                                 | Niet deelgenomen aan kwalificatie                     | Niet deelgenomen aan kwalificatie                     | Niet deelgenomen aan kwalificatie                     | Niet deelgenomen aan kwalificatie                     | Niet deelgenomen aan kwalificatie                     | Niet deelgenomen aan kwalificatie                     | Niet deelgenomen aan kwalificatie                     | Niet deelgenomen aan kwalificatie                     |
| 2001                                 | Niet gekwalificeerd                                   | Niet gekwalificeerd                                   | Niet gekwalificeerd                                   | Niet gekwalificeerd                                   | Niet gekwalificeerd                                   | Niet gekwalificeerd                                   | Niet gekwalificeerd                                   | Niet gekwalificeerd                                   |
| 2003                                 | Niet deelgenomen aan kwalificatie                     | Niet deelgenomen aan kwalificatie                     | Niet deelgenomen aan kwalificatie                     | Niet deelgenomen aan kwalificatie                     | Niet deelgenomen aan kwalificatie                     | Niet deelgenomen aan kwalificatie                     | Niet deelgenomen aan kwalificatie                     | Niet deelgenomen aan kwalificatie                     |
| 2005                                 | Niet gekwalificeerd                                   | Niet gekwalificeerd                                   | Niet gekwalificeerd                                   | Niet gekwalificeerd                                   | Niet gekwalificeerd                                   | Niet gekwalificeerd                                   | Niet gekwalificeerd                                   | Niet gekwalificeerd                                   |
| 2008                                 | Niet deelgenomen aan kwalificatie                     | Niet deelgenomen aan kwalificatie                     | Niet deelgenomen aan kwalificatie                     | Niet deelgenomen aan kwalificatie                     | Niet deelgenomen aan kwalificatie                     | Niet deelgenomen aan kwalificatie                     | Niet deelgenomen aan kwalificatie                     | Niet deelgenomen aan kwalificatie                     |
| 2010                                 | Niet deelgenomen aan kwalificatie                     | Niet deelgenomen aan kwalificatie                     | Niet deelgenomen aan kwalificatie                     | Niet deelgenomen aan kwalificatie                     | Niet deelgenomen aan kwalificatie                     | Niet deelgenomen aan kwalificatie                     | Niet deelgenomen aan kwalificatie                     | Niet deelgenomen aan kwalificatie                     |
| 2012                                 | Niet deelgenomen aan kwalificatie                     | Niet deelgenomen aan kwalificatie                     | Niet deelgenomen aan kwalificatie                     | Niet deelgenomen aan kwalificatie                     | Niet deelgenomen aan kwalificatie                     | Niet deelgenomen aan kwalificatie                     | Niet deelgenomen aan kwalificatie                     | Niet deelgenomen aan kwalificatie                     |
| 2014                                 | Niet deelgenomen aan kwalificatie                     | Niet deelgenomen aan kwalificatie                     | Niet deelgenomen aan kwalificatie                     | Niet deelgenomen aan kwalificatie                     | Niet deelgenomen aan kwalificatie                     | Niet deelgenomen aan kwalificatie                     | Niet deelgenomen aan kwalificatie                     | Niet deelgenomen aan kwalificatie                     |
| 2016                                 | Niet deelgenomen aan kwalificatie                     | Niet deelgenomen aan kwalificatie                     | Niet deelgenomen aan kwalificatie                     | Niet deelgenomen aan kwalificatie                     | Niet deelgenomen aan kwalificatie                     | Niet deelgenomen aan kwalificatie                     | Niet deelgenomen aan kwalificatie                     | Niet deelgenomen aan kwalificatie                     |
| Totaal                               | 0/20                                                  | 0                                                     | 0                                                     | 0                                                     | 0                                                     | 0                                                     | 0                                                     | 0                                                     |

 Kampioenen   Runners-up   Derde plaats   Vierde plaats

### Europese kampioenschappen onder 19
| Europees kampioenschap handbal onder 19 | Europees kampioenschap handbal onder 19 | Europees kampioenschap handbal onder 19 | Europees kampioenschap handbal onder 19 | Europees kampioenschap handbal onder 19 | Europees kampioenschap handbal onder 19 | Europees kampioenschap handbal onder 19 | Europees kampioenschap handbal onder 19 | Europees kampioenschap handbal onder 19 |
| Jaar                                    | Resultaat                               | Wed                                     | W                                       | G                                       | V                                       | DV                                      | DT                                      | DS                                      |
| --------------------------------------- | --------------------------------------- | --------------------------------------- | --------------------------------------- | --------------------------------------- | --------------------------------------- | --------------------------------------- | --------------------------------------- | --------------------------------------- |
| 1996                                    | Niet deelgenomen aan kwalificatie       | Niet deelgenomen aan kwalificatie       | Niet deelgenomen aan kwalificatie       | Niet deelgenomen aan kwalificatie       | Niet deelgenomen aan kwalificatie       | Niet deelgenomen aan kwalificatie       | Niet deelgenomen aan kwalificatie       | Niet deelgenomen aan kwalificatie       |
| 1998                                    | Niet deelgenomen aan kwalificatie       | Niet deelgenomen aan kwalificatie       | Niet deelgenomen aan kwalificatie       | Niet deelgenomen aan kwalificatie       | Niet deelgenomen aan kwalificatie       | Niet deelgenomen aan kwalificatie       | Niet deelgenomen aan kwalificatie       | Niet deelgenomen aan kwalificatie       |
| 2000                                    | Niet deelgenomen aan kwalificatie       | Niet deelgenomen aan kwalificatie       | Niet deelgenomen aan kwalificatie       | Niet deelgenomen aan kwalificatie       | Niet deelgenomen aan kwalificatie       | Niet deelgenomen aan kwalificatie       | Niet deelgenomen aan kwalificatie       | Niet deelgenomen aan kwalificatie       |
| 2002                                    | Niet deelgenomen aan kwalificatie       | Niet deelgenomen aan kwalificatie       | Niet deelgenomen aan kwalificatie       | Niet deelgenomen aan kwalificatie       | Niet deelgenomen aan kwalificatie       | Niet deelgenomen aan kwalificatie       | Niet deelgenomen aan kwalificatie       | Niet deelgenomen aan kwalificatie       |
| 2004                                    | Niet deelgenomen aan kwalificatie       | Niet deelgenomen aan kwalificatie       | Niet deelgenomen aan kwalificatie       | Niet deelgenomen aan kwalificatie       | Niet deelgenomen aan kwalificatie       | Niet deelgenomen aan kwalificatie       | Niet deelgenomen aan kwalificatie       | Niet deelgenomen aan kwalificatie       |
| 2007                                    | Niet deelgenomen aan kwalificatie       | Niet deelgenomen aan kwalificatie       | Niet deelgenomen aan kwalificatie       | Niet deelgenomen aan kwalificatie       | Niet deelgenomen aan kwalificatie       | Niet deelgenomen aan kwalificatie       | Niet deelgenomen aan kwalificatie       | Niet deelgenomen aan kwalificatie       |
| 2009                                    | Niet gekwalificeerd                     | Niet gekwalificeerd                     | Niet gekwalificeerd                     | Niet gekwalificeerd                     | Niet gekwalificeerd                     | Niet gekwalificeerd                     | Niet gekwalificeerd                     | Niet gekwalificeerd                     |
| 2011                                    | Niet deelgenomen aan kwalificatie       | Niet deelgenomen aan kwalificatie       | Niet deelgenomen aan kwalificatie       | Niet deelgenomen aan kwalificatie       | Niet deelgenomen aan kwalificatie       | Niet deelgenomen aan kwalificatie       | Niet deelgenomen aan kwalificatie       | Niet deelgenomen aan kwalificatie       |
| 2013                                    | Niet gekwalificeerd                     | Niet gekwalificeerd                     | Niet gekwalificeerd                     | Niet gekwalificeerd                     | Niet gekwalificeerd                     | Niet gekwalificeerd                     | Niet gekwalificeerd                     | Niet gekwalificeerd                     |
| 2015                                    | Niet deelgenomen aan kwalificatie       | Niet deelgenomen aan kwalificatie       | Niet deelgenomen aan kwalificatie       | Niet deelgenomen aan kwalificatie       | Niet deelgenomen aan kwalificatie       | Niet deelgenomen aan kwalificatie       | Niet deelgenomen aan kwalificatie       | Niet deelgenomen aan kwalificatie       |
| 2017                                    | Niet gekwalificeerd                     | Niet gekwalificeerd                     | Niet gekwalificeerd                     | Niet gekwalificeerd                     | Niet gekwalificeerd                     | Niet gekwalificeerd                     | Niet gekwalificeerd                     | Niet gekwalificeerd                     |
| 2019                                    | Niet deelgenomen aan kwalificatie       | Niet deelgenomen aan kwalificatie       | Niet deelgenomen aan kwalificatie       | Niet deelgenomen aan kwalificatie       | Niet deelgenomen aan kwalificatie       | Niet deelgenomen aan kwalificatie       | Niet deelgenomen aan kwalificatie       | Niet deelgenomen aan kwalificatie       |
| 2021                                    | Niet deelgenomen aan kwalificatie       | Niet deelgenomen aan kwalificatie       | Niet deelgenomen aan kwalificatie       | Niet deelgenomen aan kwalificatie       | Niet deelgenomen aan kwalificatie       | Niet deelgenomen aan kwalificatie       | Niet deelgenomen aan kwalificatie       | Niet deelgenomen aan kwalificatie       |
| Totaal                                  | 0/13                                    | 0                                       | 0                                       | 0                                       | 0                                       | 0                                       | 0                                       | 0                                       |

 Kampioenen   Runners-up   Derde plaats   Vierde plaats